# 충주대소원중학교
충주대소원중학교(忠州大召院中學校)는 대한민국 충청북도 충주시 대소원면 본리에 있는 공립 중학교이다.

## 학교 연혁
- 2020년 2월 29일 : 대소원초등학교 폐지
- 2020년 3월 1일 : 충주 첨단산업단지 이전 및 <충주대소원초중학교>로 개명
- 2020년 3월 1일 : 제1대 류병완 교장 부임
- 2020년 3월 2일 : 유치원 3학급, 초등 12학급(특수학급 2학급 포함), 중등 4학급 편성
- 2021년 3월 1일 : 충청북도연구학교 지정(세대공감교육 2년)
- 2023년 9월 1일 : 제4대 안영도 교장 부임
- 2024년 1월 5일 : [초등] 제103회 졸업 45명(남 20명, 여 25명) 누적 졸업생수 7,026명 [중등] 제4회 졸업 31명(남 18명, 여 13명) 누적 졸업생수 93명
- 2024년 3월 1일 : 디지털선도학교 운영
- 2024년 3월 4일 : 중등 6학급 편성

## 참고 자료
- 충주대소원중학교 - 한국교육학술정보원 학교알리미